# Professor Soortkill
Professor Soortkill is het pseudoniem van een Nederlandse schrijver en zelfbenoemd filosoof (Amsterdam, 10 september 1993). Hij gebruikte eerder de aliassen Soortkill en Soort Kill. Soortkill betekent in het Smibanese, een variant van de Amsterdamse straattaal die in de Bijlmer wordt gesproken, 'een soort kerel’. Hij voegde ‘professor’ toe aan zijn naam toen hij de Smibanese University had bedacht. Zijn echte naam maakt hij niet bekend.

## Jeugd en opleiding
Hij werd geboren in Nieuw-Sloten, een wijk in het stadsdeel Amsterdam Nieuw-West. Zijn ouders komen uit Suriname. Zijn vader was zelfstandig verzekeringsadviseur en kwam uit een relatief welgestelde familie. Toen hij zeven jaar was, verhuisde hij, na de scheiding van zijn ouders, met zijn moeder en drie jaar oudere broer naar de Amsterdamse Bijlmermeer. Hij heeft ook een tien jaar jongere broer. Hij volgde het VMBO-kader, op het OSB, de Open Schoolgemeenschap Bijlmer. Daarna deed hij de opleiding Marketing & Communicatie op MBO niveau. Aangezien hij schrijver wilde worden, ging hij in 2014 naar de School voor Journalistiek in Utrecht. Hij maakte deze opleiding evenwel niet af. Hij is christelijk opgevoed, maar werd later een aanhanger van winti.

## Activiteiten

### SMIB Worldwide
Prof. Soortkill is medeoprichter en lid van multidisciplinair hiphop collectief SMIB Worldwide, dat in 2015 in de Amsterdamse Bijlmer werd opgericht. SMIB is de omdraaiing van BIMS, een bijnaam van de Bijlmer. Het collectief is uitgegroeid tot een cultureel platform en bestaat behalve uit rappers, onder wie Ray Fuego en Nnelg, en DJ’s, uit designers, schrijvers en filmmakers. Prof. Soortkill vertegenwoordigt SMIB vooral als schrijver die zich, net als de rappers, vaak bedient van het Smibanese. Als onderdeel van SMIB Worldwide richtte hij een eigen school op, de Smibanese University. In 2020 vierde SMIB het vijfjarig bestaan met het uitbrengen van de EP ‘Smibanese University’ en met een feest in Paradiso.

### Smibanese dialect
In 2017 debuteerde hij als auteur met het Smibanese Woordenboek. Het boek werd in eigen beheer uitgegeven als uitgave van de Smibanese University. Het Smibanese is de taal die in de Amsterdamse hiphopcultuur gesproken wordt. Prof. Soortkill is de bedenker van de naam ‘Smibanese’. In 2019 volgde het Smibanese woordenboek 2.0, uitgegeven door uitgeverij Pluim. Deze uitgebreidere nieuwe editie werd in 2020 genomineerd voor de Taalboekenprijs. In 2022 werd het boek in de Volkskrant opgenomen in de serie ‘Ons koloniale verleden in vijftig voorwerpen’.

### Smibanese University
In 2019 richtte hij een hiphopkenniscentrum, de Smibanese University, op met een eigen uitgeverij, de Smibanese University Publishing. De Smibanese University propageert de leer van de Smibologie. De boeken van Prof. Soortkill zijn de ‘lesboeken’ van de Smibanese University. In 2018 verscheen de eerste uitgave van het tijdschrift Smibaneser, als ‘schoolblad’ uitgegeven door Smibanese University Publishing. Hij verspreidt zijn ideeën vooral via de SMIB Worldwide website en via Facebook, Instagram en andere sociale media.

### Smibologie
In 2023 publiceerde hij het boek Smibologie Vol. 1. Each one teach one, met een voorwoord van Mitchell Esajas, medeoprichter van The Black Archives. In dit in het Smibanese geschreven boek zet hij zijn levensfilosofie uiteen. De Smibologie komt voort uit de mentaliteit van de Amsterdamse hiphopscene en gaat over het afbreken van 'verkeerde denkbeelden over zwarte mensen' en 'het aanbieden van een nieuwe identiteit' . Hij stelt dat de hiphopcultuur hem 'heeft bevrijd van de massa-indoctrinatie en het koloniale erfgoed waar mensen uit de Afrikaanse diaspora mee te maken hebben’ en biedt aan jongeren 'een praktische formule' die 'fungeert als een compleet nieuwe levenswijze. De Smibologische leer is beïnvloed door de geschiedenis van emancipatiebewegingen van zwarte mensen in de Verenigde Staten, die aan hiphop voorafgingen, met namen als Huey Newton, Malcolm X, Marcus Garvey en anderen. Het boek beschrijft hiphop als zwarte emancipatiebeweging en benadrukt het belang van de Smibanese taal bij het vormgeven van de eigen identiteit van zwarte jongeren. De boektitel verwijst naar het belang van het overdragen van kennis buiten het schoolsysteem. Het Smibanese Woordenboek 2.0 en Smibologie Vol. I. Each one teach one worden van achteren naar voren gelezen, om uitdrukking te geven aan het emancipatoire karakter van de Smibanees sprekende hiphopbeweging, die zo 'tegen de stroming in' de zwarte bevolking representeert. 
Hij maakte, in samenwerking met mediabedrijf De Stroom, een audio-installatie over taal voor de vaste tentoonstelling ‘Onze Koloniale Erfenis’ (2022-) in het Wereldmuseum Amsterdam. In de zaal 'Taal' is een podcast van hem te beluisteren en zijn delen van het Smibanese woordenboek op te wanden te lezen. 
Van 2022 tot 6 september 2024 had hij een column in de NRC over smibologie en smibologica.

### Smibibliotheek
Na de publicatie van zijn eerste boek ontstond, op initiatief van de Openbare Bibliotheek Amsterdam (OBA), een samenwerking tussen Prof. Soortkill als vertegenwoordiger van de Smibanese University van SMIB, en de OBA. Dit resulteerde in een eigen Smibanese collectie, de ‘Smibibliotheek’. De collectie boeken bevindt zich in OBA Oosterdok op de afdeling ‘Huis van alle talen'. Sinds 2021 is een tweede locatie van de Smibliotheek gevestigd in OBA Bijlmerplein.